# Eubulo (statista)
Eubulo del demo di Anaflisto (in greco antico: Εὔβουλος?, Éubūlos; 405 a.C. circa – Atene, 330 a.C. circa) è stato un politico e retore ateniese, probabilmente il più importante uomo di stato di Atene del periodo 355-342 a.C., amministratore esemplare delle finanze ateniesi.

## Biografia
Con l'appoggio di Diofante Eubulo divenne dapprima commissario del fondo teorico e gradatamente prese il controllo delle finanze della città portando questa a un grado di prosperità mai visto in precedenza. Senofonte nel De vectigalibus probabilmente sovrastima le misure economiche di Eubulo, ma la legge che rendeva difficile utilizzare il danaro pubblico per operazioni militari minori permise un attivo che venne reso disponibile per opere pubbliche. La gestione intelligente della spesa statale ripristinò la posizione economica di Atene senza che fosse aumentato il carico fiscale. Sotto la sua guida aumentò l'efficienza della flotta e vennero restaurati bacini e fortificazioni. 
La politica finanziaria di Eubulo era basata sull'assunto che Atene non avrebbe dovuto essere coinvolta in guerre; Eubulo mantenne pertanto un atteggiamento amichevole verso Filippo II di Macedonia, e fu appoggiato dall'oratore Isocrate (vedi Sulla pace) ma fu avversato aspramente dallo statista e oratore Demostene. Eubulo tentò comunque di impedire l'ingerenza di Filippo II negli affari greci predisponendo una pace comune; in questo tentativo si unirono a Eubulo anche Midia, Eschine e Focione. I risultati della sua politica comportarono una spedizione alle Termopili nel 352 e un intervento nell'Eubea nel 348 a.C. Anche dopo il fallimento del tentativo di unire i Greci, sottoscrisse la pace ("Pace di Filocrate") del 346 a.C. negoziata da Demostene e Filocrate.
Quando Demostene volle riprendere la guerra dopo che Filippo aveva attaccato la Focide, Eubulo ed i suoi sostenitori si batterono per la pace, ma dal 344 in poi l'influenza di Eubulo cominciò a declinare e nel 342 il partito di Demostene prese il controllo di Atene. Non si hanno più notizie di Eubulo dopo la battaglia di Cheronea.